# Divize D 2009/2010
V soubojích 45. ročníku Moravskoslezské divize D 2009/10 (jedna ze skupin 4. fotbalové ligy) se utkalo 16 týmů každý s každým dvoukolovým systémem podzim–jaro. Tento ročník odstartoval v sobotu 8. srpna 2009 úvodními čtyřmi zápasy 1. kola a skončil v neděli 13. června 2010 zbývajícími třemi zápasy 30. kola.
Před startem jarní části odstoupil ze soutěže kvůli finančním problémům klub TJ Sokol Protivanov a stal se tak prvním sestupujícím. Soutěž byla dohrána s 15 účastníky, výsledky Protivanova v jeho dosud odehraných utkáních byly anulovány. Vítězné mužstvo FK Šardice se postupu zřeklo ve prospěch 1. FC Slovácko „B“.

## Nové týmy v sezoně 2009/10
- Z MSFL 2008/09 sestoupila do Divize D mužstva 1. FC Slovácko „B“ a FK APOS Blansko.
- Z Přeboru Jihomoravského kraje 2008/09 postoupilo vítězné mužstvo FC Slovan Rosice.
- Z Přeboru Zlínského kraje 2008/09 postoupilo mužstvo ČSK Uherský Brod (2. místo).
- Z Přeboru Vysočiny 2008/09 postoupilo vítězné mužstvo FK Pelhřimov.

## Kluby podle krajů
- Jihomoravský (6): FK Šardice, FC Slovan Rosice, SK Rostex Vyškov, FK APOS Blansko, TJ Framoz Rousínov, FC Forman Boskovice.
- Vysočina (4): FC ŽĎAS Žďár nad Sázavou, FC Velké Meziříčí, HFK Třebíč, FK Pelhřimov.
- Zlínský (4): 1. FC Slovácko „B“, ČSK Uherský Brod, TJ FS Napajedla, FC Viktoria Otrokovice.
- Olomoucký (2): TJ Sokol Konice, TJ Sokol Protivanov.

## Konečná tabulka
Zdroj: 
| Poř. | Tým                      | Z  | V  | R  | P  | VG | OG | B  |
| ---- | ------------------------ | -- | -- | -- | -- | -- | -- | -- |
| 1.   | FK Šardice               | 28 | 18 | 7  | 3  | 58 | 18 | 61 |
| 2.   | 1. FC Slovácko „B“ (S)   | 28 | 15 | 6  | 7  | 56 | 27 | 51 |
| 3.   | FC ŽĎAS Žďár nad Sázavou | 28 | 15 | 4  | 9  | 47 | 35 | 49 |
| 4.   | FC Velké Meziříčí        | 28 | 12 | 6  | 10 | 35 | 47 | 42 |
| 5.   | TJ Sokol Konice          | 28 | 11 | 6  | 11 | 35 | 39 | 39 |
| 6.   | HFK Třebíč               | 28 | 10 | 9  | 9  | 40 | 36 | 39 |
| 7.   | ČSK Uherský Brod (N)     | 28 | 10 | 8  | 10 | 41 | 36 | 38 |
| 8.   | TJ FS Napajedla          | 28 | 11 | 4  | 13 | 38 | 44 | 37 |
| 9.   | FC Slovan Rosice (N)     | 28 | 9  | 10 | 9  | 38 | 42 | 37 |
| 10.  | FK Pelhřimov (N)         | 28 | 9  | 9  | 10 | 35 | 40 | 36 |
| 11.  | FC Viktoria Otrokovice   | 28 | 8  | 11 | 9  | 37 | 32 | 35 |
| 12.  | SK Rostex Vyškov         | 28 | 9  | 5  | 14 | 28 | 34 | 32 |
| 13.  | FK APOS Blansko (S)      | 28 | 7  | 10 | 11 | 39 | 50 | 31 |
| 14.  | TJ Framoz Rousínov       | 28 | 6  | 11 | 11 | 30 | 42 | 29 |
| 15.  | FC Forman Boskovice      | 28 | 4  | 6  | 18 | 32 | 67 | 18 |
| 16.  | TJ Sokol Protivanov      | 0  | 0  | 0  | 0  | 0  | 0  | 0  |

Poznámky:
- Z = Odehrané zápasy; V = Vítězství; R = Remízy; P = Prohry; VG = Vstřelené góly; OG = Obdržené góly; B = Body; (S) = Mužstvo sestoupivší z vyšší soutěže; (N) = Mužstvo postoupivší z nižší soutěže (nováček)
- O pořadí na 5. a 6. místě rozhodla bilance vzájemných zápasů: Konice - Třebíč 2:0, Třebíč - Konice 2:2[4]
- O pořadí na 8. a 9. místě rozhodla bilance vzájemných zápasů: Napajedla - Rosice 4:0, Rosice - Napajedla 2:1[4]

|  | Postup do MSFL 2010/11                                    |
|  | Sestup do Přeboru Jihomoravského kraje 2010/11            |
|  | Přihláška do I. B třídy Olomouckého kraje – sk. A 2010/11 |
|  | Přihláška do Okresní soutěže Hodonínska 2010/11           |